# 3-я кавалерийская дивизия (Рейхсвер)
3-я кавалерийская дивизия (нем. 3. Kavallerie-Division) была частью рейхсвера, вооруженных сил Германии в годы Веймарской республики.

## История формирования дивизии
По закону об обороне страны, который был принят Рейхстагом 23 марта 1921 года, германские вооружённые силы (Reichswehr) подразделялись на сухопутную армию (Reichsheer) и военно-морской флот (Reichsmarine). В законе указывались численность и состав рейхсвера в строгом соответствии со статьями Версальского договора, который ограничивал состав германских вооружённых сил 100-тысячной сухопутной армией, всеобщая воинская повинность отменялась.
15 октября 1935 года на базе 3-й кавалерийской дивизии была сформирована 1-я танковая дивизия со штаб-квартирой в Веймаре.

## Организация 3-й кавалерийской дивизии (Веймар, Тюрингия)
- 13-й Прусский рейтарский полк (Ганновер, АО Ганновер, Провинция Ганновер)
- 14-й Рейтарский полк (Людвигслуст, Мекленбург-Шверин)
  - 1-й эскадрон (Людвигслуст, Мекленбург-Шверин)
  - 2-й эскадрон (Пархим, Мекленбург-Шверин)
  - 3-й эскадрон (Шлезвиг, Провинция Шлезвиг-Гольштейн)
  - 4-й эскадрон (Шлезвиг, Провинция Шлезвиг-Гольштейн)
  - Учебный эскадрон (Людвигслуст, Мекленбург-Шверин)
- 15-й Прусский рейтарский полк (Падеборн, АО Минден, Вестфалия)
  - 1-й эскадрон (Падеборн)
  - 2-й эскадрон (Падеборн)
  - 3-й эскадрон (Мюнстер)
  - 4-й эскадрон (Мюнстер)
  - Учебный эскадрон (Падеборн)
  - 6-й эскадрон (Мюнстер)
- 16-й Рейтарский полк (Эрфурт, АО Эрфурт, Провинция Саксония)
  - 1-й эскадрон (Эрфурт)
  - 2-й эскадрон (Хофгайсмар, АО Кассель, Провинция Гессен-Нассау)
  - 3-й эскадрон (Эрфурт)
  - 4-й эскадрон (Лангезальца, АО Эрфурт, Провинция Саксония)
  - Учебный эскадрон (Хофгайсмар)
  - 6-й эскадрон (Лангезальца)
- 17-й Баварский рейтарский полк (Бамберг, Район Верхняя Франкония, Бавария)
  - 1-й эскадрон (Бамберг)
  - 2-й эскадрон (Мюнхен)
  - 3-й эскадрон (Штраубинг)
  - 4-й эскадрон (Штраубинг)
  - Учебный эскадрон (Бамберг)
  - 6-й эскадрон (Мюнхен)
- 18-й Рейтарский полк (Штутгарт-Каннштатт, Вюртемберг)

## Командиры
- 1 ноября 1931-1 декабря 1933 — Генерал-майор Вильгельм Кнохенгауэр